# Сугавара Мімі
Мімі Сугавара (яп. 菅原美々; нар. 12 січня 1982) — японська борчиня вільного стилю, срібна та бронзова призерка чемпіонатів Азії.

## Життєпис
Боротьбою почала займатися з 1999 року. У 2001 році стала бронзовою призеркою чемпіонату світу серед юніорів.

## Спортивні результати на міжнародних змаганнях

### Виступи на Чемпіонатах Азії
| Змагання                       | Збірна | Вагова категорія          | Місце  |
| ------------------------------ | ------ | ------------------------- | ------ |
| Чемпіонат Азії з боротьби 2001 | Японія | жіноча боротьба, до 75 кг | Бронза |
| Чемпіонат Азії з боротьби 2006 | Японія | жіноча боротьба, до 67 кг | Срібло |

### Виступи на Кубках світу
| Змагання                    | Збірна | Вагова категорія          | Місце |
| --------------------------- | ------ | ------------------------- | ----- |
| Кубок світу з боротьби 2001 | Японія | жіноча боротьба, до 68 кг | 9     |

### Виступи на змаганнях молодших вікових груп
| Змагання                                      | Збірна | Вагова категорія          | Місце  |
| --------------------------------------------- | ------ | ------------------------- | ------ |
| Чемпіонат світу з боротьби серед юніорів 2001 | Японія | жіноча боротьба, до 68 кг | Бронза |